# Шайтанка (Тавдинский муниципальный округ)
Шайтанка — деревня в Тавдинском городском округе Свердловской области России.

## Географическое положение
Деревня Шайтанка муниципального образования «Тавдинском городском округе» Свердловской области расположена в 30 километрах (по автотрассе в 36 километрах) к северо-востоку от города Тавда, на северо-западном берегу озера Шайтанское.

## Население
| 2002 | 2010 | 2021 |
| ---- | ---- | ---- |
| 20   | ↘5   | ↘1   |